# Parque Nacional da Amazônia
O Parque Nacional da Amazônia foi criado em 1974 como um parque nacional com 1.070.737 hectares. Está localizado nos municípios de Itaituba e Trairão, no estado do Pará, região norte do Brasil. Está localizado na bacia hidrográfica do rio Tapajós, a meio caminho entre Manaus e Belém. Expandiu-se desde a sua criação e agora abrange 8.600 quilômetros quadrados. É um habitat de grande biodiversidade e contém uma grande variedade de animais e plantas. Os objetivos específicos do parque são a preservação de vários ecossistemas amazônicos, por meios científicos, educacionais e recreativos.

## História
O Parque Nacional da Amazônia foi criado pelo decreto federal 73.683 de 19 de fevereiro de 1974. Os seus limites foram alterados por decreto de 18 de janeiro de 1985. O plano de gestão foi publicado a 31 de dezembro de 1988, mas não foi oficializado nessa altura. O conselho consultivo foi criado em 26 de novembro de 2004. Os limites do parque foram alterados em 13 de fevereiro de 2006 e novamente em 12 de agosto de 2011. A Lei 12.678 de 25 de junho de 2012 alterou os limites dos parques nacionais Campos Amazônicos e as florestas nacionais Mapinguari, Itaituba I, Itaituba II e Crepori e a Área de Proteção Ambiental Tapajós. Todos eles eram de tamanho reduzido, exceto os Campos Amazônicos. Esta última alteração reduziu a área do parque para 1.070.737 hectares.

## Geografia
O parque fica nas duas margens do rio Tapajós. O habitat é composto por uma densa floresta tropical de várzea e há áreas de pastagens de areia branca ao lado do curso superior do Tapajós. Este rio nasce na área de escudos cristalinos pré-cambrianos de rochas ígneas antigas e carrega poucos sedimentos. O rio atua como uma barreira para que alguns dos animais e plantas de uma margem não sejam encontrados na outra. A primeira base do parque tem cerca de 53 km de Itaituba e há algum corte ilegal de madeira e mineração de ouro nas partes orientais próximas a Itaituba e Trairão. A oeste, o parque confina Floresta Nacional Pau-Rosa de 827,877 ha (2,045,730 acres), criada em 2001. O Corredor Ecológico Sul Amazônico proposto ligaria o parque a outras áreas protegidas e territórios indígenas na região.

### Flora e fauna
Exceto por cerca de 2% da floresta mais aberta, todo o parque consiste em floresta tropical úmida densa. As árvores maiores atingem uma altura de cerca de 50 metros e a luz filtrada através do dossel é suficiente para produzir um sub-bosque biodiverso de trepadeiras, líquenes, musgos e orquídeas. Muitos dos mamíferos do parque são noturnos e alguns, como a ariranha, o peixe-boi-da-amazônia e o tamanduá-bandeira, estão em perigo. Também há um grande número de répteis, peixes e outras criaturas aquáticas.

## Turismo
É possível realizar trilhas, passeios de barco e observação da natureza dentro do parque, com o acompanhamento de guias especializados .
O parque pode ser alcançado a partir da cidade de Itaituba. A Transpantaneira corre de leste a oeste pelo parque, mas não faz jus ao seu nome. A estrada é pavimentada até Itaituba, mas outras partes são estradas de terra não pavimentadas com cascalho que se deterioram durante a estação das chuvas, de novembro a abril, e precisam de muitos reparos nos meses de maio e junho. O parque pode ser acessado de Santarém, Pará, que fica na confluência do Tapajós com o rio Amazonas. Santarém tem aeroporto. Todas as estradas geralmente requerem veículos com tração nas quatro rodas e o transporte fluvial é normalmente usado nesta região.

## Ameaças
No entanto, é importante ressaltar que o Parque Nacional da Amazônia enfrenta diversos desafios relacionados à conservação. A exploração madeireira ilegal, o desmatamento, a caça ilegal e outras atividades humanas representam ameaças constantes à integridade do parque e de seus ecossistemas. Portanto, é fundamental promover a conscientização sobre a importância da preservação da Amazônia e adotar medidas efetivas para proteger essa área tão vital para o meio ambiente global.